# پنترس (ویرجینیای غربی)
پنترس(به انگلیسی: Pentress) شهری در ایالت ویرجینیای غربی کشور ایالات متحده آمریکا است که جمعیت آن در سرشماری سال ۲۰۱۰ میلادی، ۱۷۵ نفر بوده‌است.